# Серебристый нитепёрый снэппер
Серебристый нитепёрый снэппер (лат. Pristipomoides argyrogrammicus) — вид лучепёрых рыб семейства луциановых (Lutjanidae). Распространены в Индо-Тихоокеанской области. Максимальная длина тела 40 см.

## Описание
Тело удлинённое, несколько сжато с боков, относительно высокое; высота тела на уровне начала спинного плавника укладывается 2,8—3,0 раз в стандартную длину тела. Окончание верхней челюсти доходит до вертикали, проходящей через начало глаза. На обеих челюстях зубы в передней части немного увеличенные, конической формы; а внутренние зубы ворсинчатые. Есть зубы на сошнике и нёбе. На сошнике зубы расположены в виде пятна V-образной формы. Язык без зубов. Межглазничное пространство плоское или немного выпуклое. На первой жаберной дуге 17—21 жаберных тычинок, из них на верхней части 5—6, а на нижней 12—15. Один спинной плавник с 10 жёсткими и 11 мягкими лучами. В анальном плавнике 3 жёстких и 8 мягких лучей. Жёсткая и мягкая части плавника не разделены выемкой. Последний мягкий луч спинного и анального плавников удлинённый, заметно длиннее остальных лучей. На верхней челюсти, мембранах спинного и анального плавников нет чешуи. Есть чешуя на жаберной крышке. Грудные плавники длинные с 15—16 мягкими лучами, их окончания доходят до анального отверстия. Хвостовой плавник серпообразный. В боковой линии от 58 до 66 чешуек. Ряды чешуи на спине идут параллельно боковой линии.
Верхняя часть головы красноватая; спина преимущественно жёлтая; бока и брюхо серебристые, иногда розоватые. Тело покрыто множеством ярко-синих пятен и червеобразных линий. По бокам тела проходит зигзагообразная линия, идущая примерно на уровне боковой линии спереди и затем во верхней части хвостового стебля. Спинной и хвостовой плавники желтоватые.
Максимальная длина тела 40 см, обычно до 25 см.

## Биология
Морские придонные рыбы. Обитают над скалистыми рифами на глубине от 70 до 550 м. Питаются мелкими рыбами, ракообразными и кальмарами. Половой зрелости достигают при длине тела от 12 до 14,2 см. У берегов Японии нерестятся в апреле — августе. Плодовитость варьируется от 9530 до 98260 ооцитов у рыб длиной от 177 до 278 мм.

## Ареал
Широко распространены в Индо-Тихоокеанской области от Самоа до Маврикия и от Новой Каледонии до юга Японии. Однако в Индийском океане обнаружены только у берегов Кении, Танзании, Маврикия, Реюньона, Сейшельских и Коморских островов.

## Взаимодействие с человеком
В некоторых регионах является промысловой рыбой. Ловят ручными и донными ярусами. Реализуются в свежем виде. Международный союз охраны природы присвоил этому виду охранный статус «Вызывающий наименьшие опасения».